# Su único hijo
Su único hijo es la segunda novela de Leopoldo Alas «Clarín», publicada por la Librería de Fernando Fé en Madrid en 1890. Se considera, en comparación con La Regenta, una obra menor,  que tampoco en su época contó con el aprecio de la crítica ni del público. Aunque ambas novelas tienen puntos en común (especialmente, en la crítica a la sociedad provinciana y en la narración de un adulterio), la evolución ideológica de Clarín las hace muy diferentes. El tema central de la historia es la paternidad como medio para la redención, muy cercano al Tolstói de Resurrección.

## Argumento
En una triste y mísera ciudad española de provincia Bonifacio Reyes, marido de Emma Valcárcel, llega a convertirse en el amante de Serafina Gorgheggi, cantante de una compañía de ópera, en tanto que su mujer, en un ambiente de corrupción general provocado sobre todo por la entrada en su casa de los cantantes italianos llega también a ser la amante del barítono Minghetti. Cuando Bonifacio cree haberse redimido, al ser padre de un niño en quien pone todas su esperanzas, Gorgheggi le descubre cruelmente que no es de él, sino que es el barítono el padre de la criatura. Bonifacio lo niega apasionadamente y con esa encendida negación, en la que el protagonista proclama que aquel es su hijo, su único hijo, se cierra la novela.

## Género
Mariano Baquero recoge la siguiente reacción de León Maínez a la novela:

Y, ¿a qué género de novelas pertenece Su único hijo? ¿Se puede saber? ¿Es novela histórica, de costumbres, picaresca, idealista, novelesca, naturalista, psicológica, esperimental (sic), o trascendental y docente? Tarea ardua sería averiguarlo, cuanto más el sostenerlo.

A pesar de tan encendida reacción, en su tiempo la novela fue acogida (especialmente por sus detractores) como un ejemplo de los vicios del Naturalismo. Baquero considera Su único hijo como más cercano al cuento realista (Pipá) que a la novela, a pesar de su extensión. En cambio, otros autores suelen situarla dentro del período espiritualista de Clarín, junto a su malagorada obra de teatro, Teresa; para ello se basan en la evolución del protagonista, único ser puro —por lo simple— de la historia, que va descubriendo en sí toda una serie de ideas religiosas y filosóficas que culminan en la aceptación de la paternidad, por dudosa que sea, como acto supremo de redención.